# アレクサンドラ・フォン・ハノーファー (1882-1963)
アレクサンドラ・フォン・ハノーファー・ウント・クンバーラント（ドイツ語: Alexandra von Hannover und Cumberland, 1882年9月29日 - 1963年8月30日）は、ハノーファー王国の王族の子孫。ハノーファー王女およびカンバーランド公女、グレートブリテン及びアイルランド王女、ブラウンシュヴァイク＝リューネブルク公女。

## 出生
1882年9月29日、ハノーファー王太子であったカンバーランド＝テヴィオットデイル公エルンスト・アウグスト（2世）とその妃であったデンマーク王女ティーラ（クリスチャン9世の三女）の間に次女（第3子）として、オーストリア＝ハンガリー帝国のグムンデンで生まれた。

## 子女
1904年にメクレンブルク＝シュヴェリーン大公フリードリヒ・フランツ4世と結婚。間には2男3女が生まれた。
- フリードリヒ・フランツ・ミヒャエル・ヴィルヘルム・ニコラウス・フランツ＝ヨーゼフ・エルンスト・アウグスト・ハンス（1910年 - 2001年） - 大公世子
- クリスティアン・ルートヴィヒ・エルンスト・マクシミリアン・ヨハン・アルブレヒト・アドルフ・フリードリヒ（1912年 - 1996年）
- オルガ（1916年 - 1917年）
- ティーラ・アナスタジア・アレクサンドリーネ・マリー＝ルイーゼ・オルガ・ツェツィーリエ・シャルロッテ・エリーザベト・エンマ（ロシア語版）（1919年 - 1981年）
- アナスタジア・アレクサンドリーネ・ツェツィーリエ・マリー＝ルイーゼ・ヴィルヘルミーネ（英語版）（1922年 - 1979年） - シュレースヴィヒ＝ホルシュタイン＝ゾンダーブルク＝グリュックスブルク公フリードリヒ・フェルディナント（英語版）（アルブレヒトの三男）妃

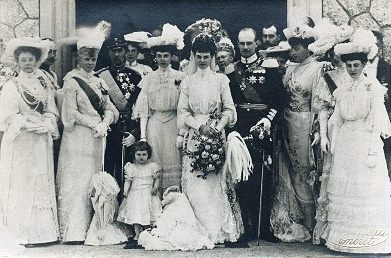
結婚式でのアレクサンドラとフリードリヒ・フランツ4世